# 安娜·索菲娅·桑切斯
安娜·索菲娅·桑切斯·帕劳（Ana Sofía Sánchez Palau，西班牙語發音：[ana soˈfi.a ˈsantʃes]，1994年4月13日—），墨西哥女子网球运动员。
截至2024年11月，桑切斯在ITF女子世界网球巡回赛有14个单打和11个双打冠军。从2012年开始她为墨西哥比利·简·金杯代表队效力。
2016年8月，她在巴西弗洛里亚诺波利斯的巴西网球杯与搭档蒙塞拉特·岡薩雷斯一起进入双打半决赛。两人直落两盘输给了三号种子巴包斯·蒂美阿和亚尼·雷卡·卢卡。
她在2018年蒙特雷网球公开赛上进入第二轮，这是她在WTA巡回赛单打比赛迄今为止的最好成绩，她也成为第一位在蒙特雷获胜的墨西哥女子球员，之前她输掉了6场WTA巡回赛级别的正赛。
2023年，她获得了本土举行的WTA1000赛事瓜达拉哈拉网球公开赛单打正赛资格，但输给了达雅娜·雅斯特雷姆斯卡，她还获得了下届赛事的单打和双打外卡，虽然该赛事在2024年已降级为WTA500赛，但她也在第一轮输球。